# TOYOTA ARENA TOKYO
TOYOTA ARENA TOKYO（トヨタアリーナ東京〈トヨタアリーナとうきょう〉）は、東京都江東区青海のパレットタウン跡地東側に位置する、MEGA WEBの跡地で建設中の多目的アリーナ。

## 概要
2020年（令和2年）3月末にトヨタグループの東和不動産は、東京臨海副都心の青海ST区画における10,000人規模の大型複合アリーナの建設計画を発表した。同年6月30日に日本経済新聞は、トヨタ自動車、東和不動産、森ビル、東京都が協議して2025年を目処にアリーナや商業施設などを開業する、と報じた。
2023年（令和5年）7月の着工後、2025年（令和7年）6月に竣工し、同年10月3日の開業を予定している。なお、アリーナのほかに新規商業施設も「青海ST区画プロジェクト (仮称)」で計画する。
B.LEAGUEで、アルバルク東京が2025-26シーズンからホームアリーナとして、サンロッカーズ渋谷も2026–27シーズンから、それぞれ利用を予定する。

## 沿革
- 2024年9月9日 - 公式ウェブサイト「TOYOTA ARENA TOKYO」を公開した[13]。
- 2025年2月6日 - 屋外4階バスケットコートエリアのネーミングライツをアディダスジャパンが取得して、名称を「adidas SPORTS PARK」に決定したと発表[14]。
- 2025年7月1日 - 開業日を同年10月3日とすることが発表された[6]。

## ギャラリー

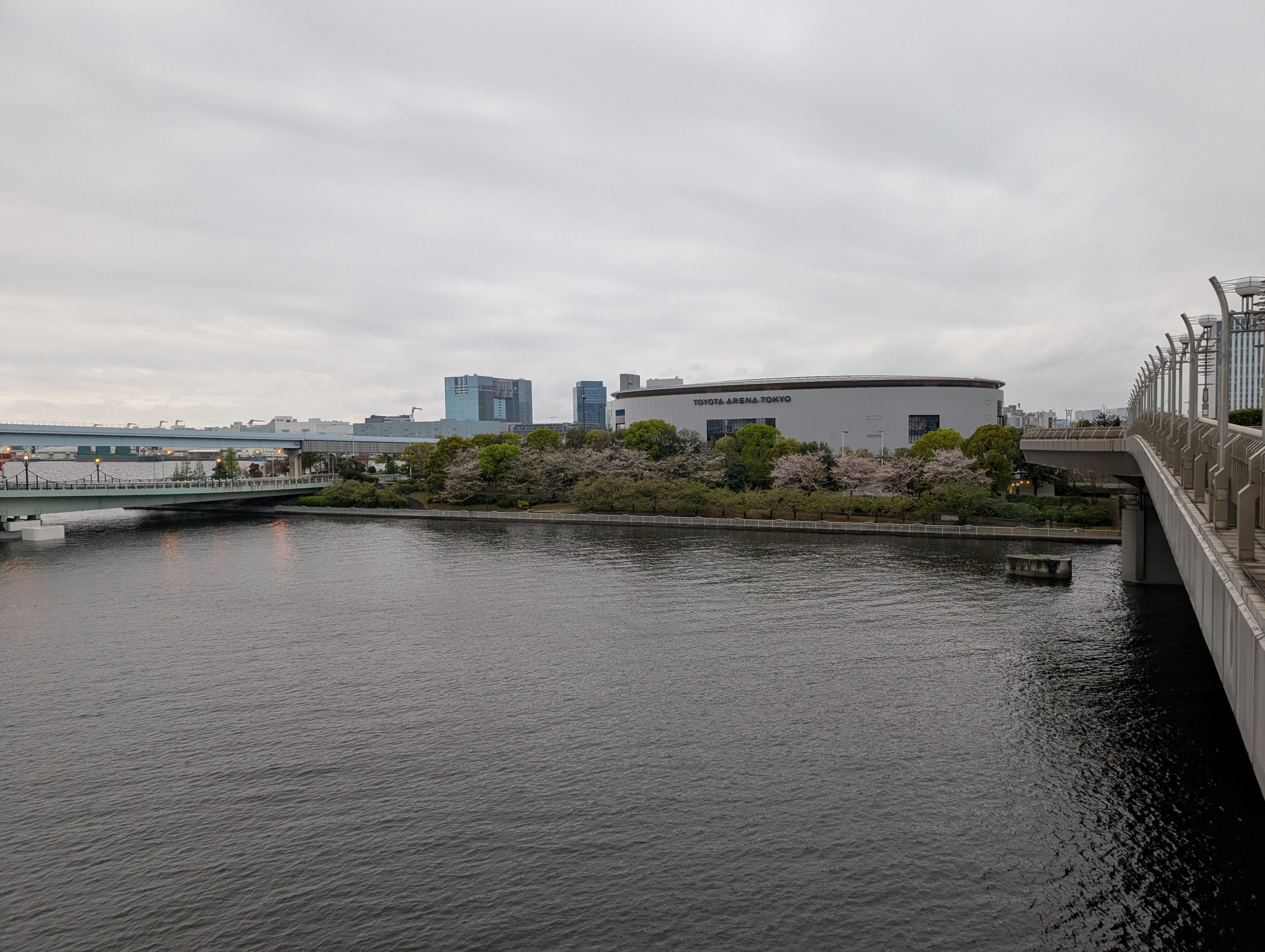
夢の大橋から有明西運河越しに見る。
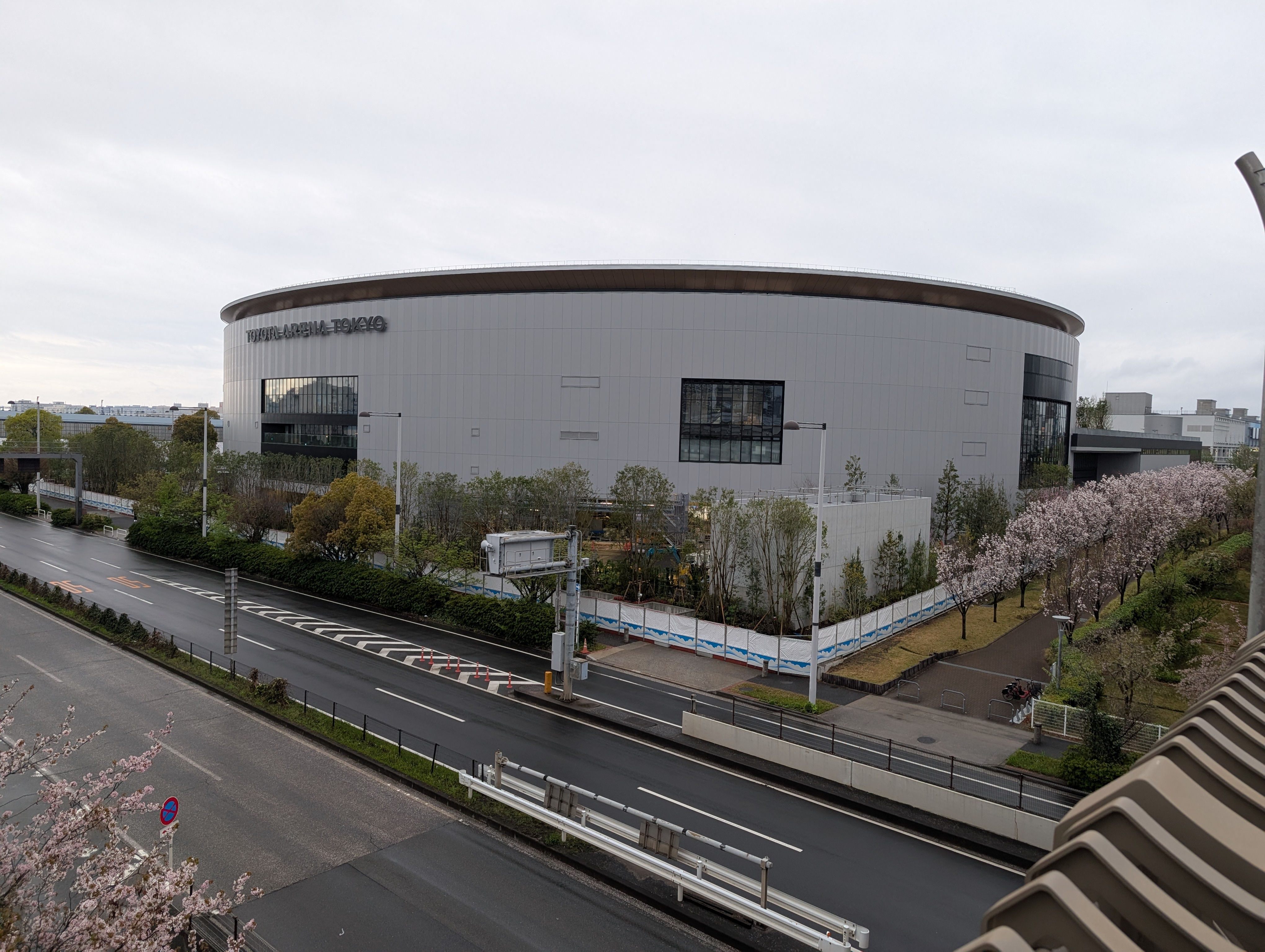
夢の大橋から見る。北方向から見ている。
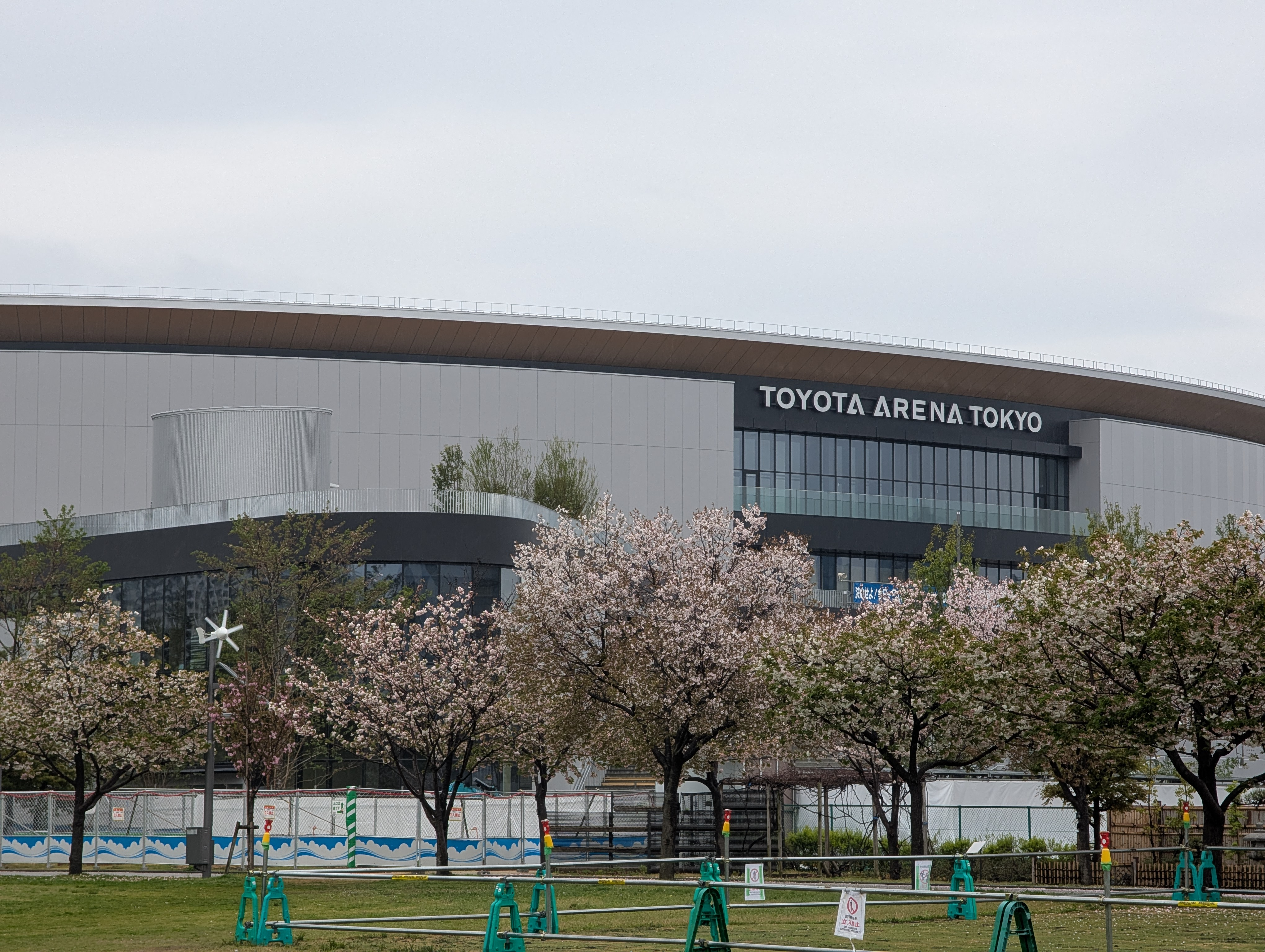
入口はシンボルプロムナード公園夢の広場方向を向いている。

## 交通
- ゆりかもめ 青海駅から徒歩4分
- りんかい線 東京テレポート駅から徒歩6分